# Coliseo Elías Chegwin
El Coliseo Elías Chegwin es un escenario deportivo ubicado en la ciudad colombiana de Barranquilla. Fue construido e inaugurado en el año 1946 con motivo de los V Juegos Centroamericanos y del Caribe y ha sido remodelado dos veces, en 1992 para los XIV Juegos Deportivos Nacionales y en 2018 para los XXIII Juegos Centroamericanos y del Caribe. Su aforo es de 3000 espectadores.
La cancha de baloncesto es de madera y cuenta con tableros digitales. Lleva el nombre del basquetbolista barranquillero de la década de 1930, Elías Chegwin, quien fue primer colombiano en jugar a nivel universitario en Estados Unidos en 1938, en la Universidad de Huron, Dakota del Sur, donde se graduó como sociólogo.